# 鳥取県道169号下市停車場線
鳥取県道169号下市停車場線（とっとりけんどう169ごう しもいちていしゃじょうせん）は、鳥取県西伯郡大山町を通る、かつて存在した一般県道である。

## 概要
西伯郡大山町上市（うわいち）から西伯郡大山町塩津に至る。
2018年（平成30年）3月31日、鳥取県告示第220号により廃止され、大山町に移管された。

### 路線データ
- 起点：鳥取県西伯郡大山町上市（JR西日本山陰本線 下市駅前、鳥取県道276号高橋下市停車場線[注釈 1]）
- 終点：鳥取県西伯郡大山町塩津（国道9号交点）

## 歴史
- 2018年（平成30年）3月31日 - 鳥取県告示第220号により廃止[1]。

## 路線状況

### 重複区間
- 鳥取県道276号高橋下市停車場線[注釈 1]（西伯郡大山町上市（うわいち））

## 地理

### 通過していた自治体
- 鳥取県
  - 西伯郡大山町

### 交差していた道路
| 交差していた道路                           | 交差していた場所 | 交差していた場所 |
| ------------------------------------------ | ---------------- | ---------------- |
| 鳥取県道276号高橋下市停車場線 重複区間起点 | 上市（うわいち） | 起点             |
| 鳥取県道276号高橋下市停車場線 重複区間終点 | 上市             |                  |
| 国道9号                                    | 塩津             | 終点             |

### 沿線
- JR西日本山陰本線 下市駅